# Novorosszija zászlaja

Novorosszija zászlaja

Az önhatalmúlag kikiáltott konföderáció Novorosszija (Új-Oroszország, 2014–2015, nemzetközileg nem ismerték el) zászlaja piros alapon fekvő kék andráskereszt, fehér szegéllyel. A hadizászló ennek egyik variációja, amin a címer is megjelenik. 2014 május 31-én fogadták el.

A Romanovok zászlaján alapuló változat

A zászló fehér-sárga-fekete színű trikolór variációját 2014 augusztus 13-án mutatta be Oleg Carev a novorosszijai parlament elnöke. Ez a változat egy fejjel lefelé fordított romanov zászló, ami az orosz birodalomban használtak 1858-tól 1883-ig. Ez a zászló az ország de facto nemzeti zászlójává vált.

A zászló egyik változata, főként hadi zászlóként használják

A hadi zászló, és a nemzeti zászló valószínűleg az orosz haditengerészeti zászlóból ered. A Dixie zászlóval hasonlóságokat mutat, ám az ország elnök azt állítja, hogy az inspiráció a zászlóhoz a kozákok 18. században használt zászlója volt, ám a kozákok soha nem használtak ehhez a zászlóhoz hasonlót.

## Novorosszija tagállamainak és egyéb orosz szeparatista mozgalmak zászlói
Pánszláv zászlók. A zászlók közös vonása, hogy mind az orosz zászló változatai a felső csík megváltoztatásával. Egyes variációkon megjelenik az orosz birodalmi sas, és a Népköztársaság neve.

### Donyecki Népköztársaság
A Donyecki Népköztársaság zászlaja egy fekete-kék-vörös trikolór zászló. A fekete a Fekete-tengert és a szénbányászatot, a vörös a függetlenséget, a kék pedig a vizet jelképezi. A zászló egyes változatain megjelenik az ország címerének különböző változatai. 

### Luganszki Népköztársaság
A Luganszki Népköztársaság zászlaja hasonló a Donyecki Népköztársaság zászlajához, a fő különbség: a felső csík. Amíg a donyecki zászló egy fekete-kék-vörös trikolór, addig Luhanszki zászló egy világoskék-sötétkék-vörös trikolór. A zászló egyes változatain szintén megjelenik az ország címere és annak azon változata, melyen az orosz birodalmi sas közepén jelenik meg Luhanszk város címere.

### Harkovi Népköztársaság
A Harkovi Népköztársaság zászlaja szintén csak a felső csíkjában különbözik a többi szeparatista zászlótól, ám ennek zászlónak használata rövid életű volt, mint a Harkovi Népköztársaság. A harkovi zászlón szintén megjelenik az orosz birodalmi sas, ami Harkov város címerével kiegészítve a Népköztársaság címere.